# Bulgarische Fußballmeisterschaft 1944
Die Bulgarische Fußballmeisterschaft 1944 war die 20. Spielzeit der höchsten bulgarischen Fußballspielklasse. Wegen der Machtergreifung der Kommunisten in Bulgarien am 9. September 1944 wurde die Saison nach zwei gespielten Runden abgebrochen.
Es war die letzte Saison an dem Vereine aus Vardar-Mazedonien, Thrakien und Mazedonien teilnahmeberechtigt waren, da sie während des Zweiten Weltkriegs unter bulgarischer Verwaltung standen.

## Modus
26 Mannschaften nahmen in dieser Spielzeit, die im Pokalmodus (Hin- und Rückspiel) gespielt wurde, teil.

## Teilnehmer
| - AS 23 Sofia - Benkowski Sofia - Botew Jambol - Botew Plowdiw - Bulgaria Chaskowo - Dobrudscha Russe - Etar Tarnowo - Chan Kubrat Popowo - Knjas Simeon Tarnowski Pawlikeni | - Lewski Burgas - Lewski Dobritsch - Lewski Sofia - Makedonska Slawa Gorna Dschumaja - Makedonija Skopje - Momschil Junak Kavala - Orel-Tschegan 30 Wraza - Schipenski Sokol Warna - Slawia Dupniza | - Slawia Sofia - SP 39 Plewen - Vihar Silistra - Viktoria 23 Widin - ZSK Plowdiw - ZSK Skopje - ZSK Stara Sagora - ZSK Warna |

## 1. Runde
Ein Freilos erhielten: Chan Kubrat Popowo, Dobrudscha Russe, Etar Tarnowo, SP 39 Plewen, Viktoria 23 Widin, Makedonija Skopje, ZSK Skopje und Lewski Burgas.
|                        | Gesamt |                                  | Hinspiel | Rückspiel |
| ---------------------- | ------ | -------------------------------- | -------- | --------- |
| Schipenski Sokol Warna | 2:0    | ZSK Warna                        | 1:0      | 1:0       |
| Orel-Tschegan 30 Wraza | 06:7 1 | Knjas Simeon Tarnowski Pawlikeni | 3:3      | 3:4       |
| ZSK Plowdiw            | 5:3    | Botew Plowdiw                    | 3:1      | 2:2       |
| Botew Jambol           | 08:3 1 | ZSK Stara Sagora                 | 5:1      | 3:2       |
| Slawia Dupniza         | 8:6    | Makedonska Slava Gorna Dschumaja | 4:2      | 4:4       |
| Lewski Dobritsch       | 5:1    | Vihar Silistra                   | 2:1      | 03:0 2    |
| Momschil Junak Kavala  | 04:1 1 | Bulgaria Chaskowo                | 1:1      | 03:0 2    |
| Lewski Sofia           | 5:3    | Slawia Sofia                     | 4:3      | 1:0       |
| Benkowski Sofia        | 10:20  | AS 23 Sofia                      | 3:1      | 7:1       |

## Achtelfinale
|                   | Gesamt |                        | Hinspiel | Rückspiel |
| ----------------- | ------ | ---------------------- | -------- | --------- |
| Viktoria 23 Widin | 02:12  | Lewski Sofia           | 2:9      | 00:3 3    |
| Benkowski Sofia   | 9:0    | Slawia Dupniza         | 6:0      | 3:0       |
| SP 39 Plewen      | 5:3    | Etar Tarnowo           | 3:0      | 2:3       |
| Makedonija Skopje | ?      | ZSK Skopje             | 1:1      | ? 4       |
| ZSK Plowdiw       | ?      | Bulgaria Chaskowo      | 4:3      | ? 4       |
| Dobrudscha Russe  | 0:8    | Chan Kubrat Popowo     | 0:5      | 0:3       |
| ZSK Stara Sagora  | 0:5    | Lewski Burgas          | 0:2      | 00:3 3    |
| Lewski Dobritsch  | 3:3    | Schipenski Sokol Warna | 2:1      | 1:2       |

### Entscheidungsspiel
|                  | Ergebnis |                        |
| ---------------- | -------- | ---------------------- |
| Lewski Dobritsch | 5 0:3 5  | Schipenski Sokol Warna |

## Viertelfinale
Die nachfolgend ausgelosten Begegnungen wurden nicht mehr ausgetragen, nachdem die Kommunisten in Bulgarien die Macht übernahmen.
|                        | Gesamt |                    | Hinspiel | Rückspiel |
| ---------------------- | ------ | ------------------ | -------- | --------- |
| Benkowski Sofia        | –      | Chan Kubrat Popowo | –        | –         |
| Schipenski Sokol Warna | –      | Lewski Sofia       | –        | –         |
| Lewski Burgas          | –      | Bulgaria Chaskowo  | –        | –         |
| SP 39 Plewen           | –      | Makedonija Skopje  | –        | –         |